# Un'estate italiana
"Un'estate italiana" ( dịch:  Một Mùa hè nước Ý), còn có tên khác là "Notti magiche", là tên bài hát chính thức của Vòng chung kết giải vô địch bóng đá thế giới lần thứ 14 tổ chức tại Ý năm 1990. Bài hát do Giorgio Moroder sáng tác và do 2 nghệ sĩ người Ý là Edoardo Bennato (nam) và Gianna Nannini (nữ) biểu diễn. Tên ban đầu của bài hát là "To be Number One" mà lời là do Tom Whitlock sáng tác. Với bản lời tiếng Ý, Moroder đã yêu cầu Bennato và Nannini viết lại lời.
Bài hát dài khoảng 4 phút 57 giây đối với bản biểu diễn tại sân vân động, còn trong đĩa đơn chỉ dài 4 phút 7 giây. Bài hát này đã giành được vị trí cao trong bảng xếp hạng âm nhạc của một số nước châu Âu.

## Bối cảnh phát hành
Phiên bản tiếng Anh, được phát hành với tên "To be number one", và được thực hiện bởi Giorgio Moroder Project (Ca sĩ: Joe Milner, Moll Anderson, Paula Mulcahy Keane) là nhạc nền mở đầu cho các chương trình truyền hình RAI và các trận đấu liên quan đến Cúp thế giới.
Đối với bản phát hành tiếng Ý, Moroder đã nói chuyện với Gianna Nannini và Edoardo Bennato, những người đã viết lại lời bài hát và đưa bài hát lên đầu bảng xếp hạng ở Ý và Thụy Sĩ. Từ tháng 1 đến tháng 9 năm 1990, bài hát là đĩa đơn bán chạy nhất ở Ý. Bài hát được trình bày lần đầu tiên bởi hai ca sĩ - nhạc sĩ ở Milan vào tháng 12 năm 1989, và được biểu diễn trực tiếp trong lễ khai mạc, được tổ chức vào ngày 8 tháng 6 năm 1990, tại Milan, trước trận khai mạc Argentina-Cameroon, sau đó cũng là Phiên bản tiếng Anh.
Bài hát là một trong những bài hát đầu tiên có một phiên bản nhạc cụ duy nhất (được chỉ định là một phiên bản karaoke) và được xuất bản dưới dạng một đĩa đơn lớn. Tại Việt Nam, nhạc sĩ Nguyễn Ngọc Thiện phổ lời Việt bài hát này thành ca khúc thiếu nhi với tên gọi "Hãy hát lên" nằm trong chương trình ca nhạc thiếu nhi "Vòng tay thân ái" do hãng phim Phương Nam sản xuất năm 1997. Phiên bản lời Việt khác do ca sĩ Nhã Phương trình bày.

## Chứng nhận
| Quốc gia                                  | Chứng nhận | Số đơn vị/doanh số chứng nhận |
| ----------------------------------------- | ---------- | ----------------------------- |
| Đức (BVMI)                                | Vàng       | 0^                            |
| Thụy Điển (GLF)                           | Vàng       | 25.000^                       |
| ^ Chứng nhận dựa theo doanh số nhập hàng. |            |                               |

## Xếp hạng
| Bảng xếp hạng âm nhạc (1990) | Vị trí cao nhất |
| ---------------------------- | --------------- |
| Xếp hạng đĩa đơn ở Áo        | 11              |
| Xếp hạng đĩa đơn SNEP ở Pháp | 23              |
| Xếp hạng đĩa đơn ở Đức       | 2               |
| Xếp hạng đĩa đơn ở Ý         | 1               |
| Xếp hạng đĩa đơn ở Na Uy     | 4               |
| Xếp hạng đĩa đơn ở Thụy Điển | 7               |
| Xếp hạng đĩa đơn ở Thụy Sĩ   | 1               |

| Xếp hạng cuối năm (1990) | Vị trí |
| ------------------------ | ------ |
| Xếp hạng đĩa đơn Áo      | 28     |
| Xếp hạng đĩa đơn Thụy Sĩ | 1      |